# Équipe de Slovénie féminine de hockey sur glace
Cet article traite de l'équipe féminine. Pour l'équipe masculine, voir Équipe de Slovénie de hockey sur glace.
L'équipe de Slovénie féminine de hockey sur glace est la sélection nationale de Slovénie regroupant les meilleures joueuses slovènes de hockey sur glace féminin lors des compétitions internationales. Elle est sous la tutelle de la Hokejska zveza Slovenije. La Slovénie est classée 23e sur 42 équipes au classement IIHF 2021 .

## Résultats

### Jeux olympiques
L'équipe féminine de Slovénie n'a jamais participé aux Jeux olympiques.
- 1998-2002 — Ne participe pas
- 2006 — Non qualifié
- 2010 — Non qualifié
- 2014 — Non qualifié
- 2018 — Non qualifié
- 2022 — Non qualifié

### Championnats du monde
La Slovénie joue pour la première fois en championnat du monde féminin en 2001. À partir de 2003, elle évolue en Division III qu'elle remporte en 2005 mais est reléguée dès l'édition suivante. Depuis, les joueuses slovènes évoluent entre la Division IA et IB
- 1990-2000 — Ne participe pas
- 2001 — Vingt-sixième (5e du groupe B des qualifications pour la Division II)
- 2003 — Vingt-deuxième (2e de Division III)
- 2004 — Vingt-troisième (2e de Division III)
- 2005 — Vingt-et-unième (1er de Division III)
- 2007 — Vingt-et-unième (6e de Division II)
- 2008 — Vingt-troisième (2e de Division III)
- 2009 — Division III annulée
- 2011 — Vingt-troisième (4e de Division III)
- 2012 — Vingt-cinquième (5e de Division IIA)
- 2013 — Vingt-sixième (6e de Division IIA)
- 2014 — Vingt-huitième (2e de Division IIB)
- 2015 — Vingt-septième (1er de Division IIB)
- 2016 — Vingt-cinquième (5e de Division IIA)
- 2017 — Vingt-cinquième (5e de Division IIA)
- 2018 — Vingt-sixième (5e de Division IIA)[4]
- 2019 — Vingt-troisième (1re de Division IIA)
- 2020 — Pas de compétition en raison de la pandémie de coronavirus[5]
- 2021 — Pas de compétition en raison de la pandémie de coronavirus [6].
- 2022 — Vingt-et-unième (6e de Division IB)

Note :  Promue ;  Reléguée

### Classement mondial
| Année | Rang | Points | Progression |
| ----- | ---- | ------ | ----------- |
| 2003  | 26   | 310    | -           |
| 2004  | 24   | 990    | +2          |
| 2005  | 21   | 1 385  | +3          |
| 2006  | 16   | 1 700  | +5          |
| 2007  | 16   | 1 865  | ±0          |
| 2008  | 16   | 1 810  | ±0          |
| 2009  | 22   | 1 075  | -6          |
| 2010  | 19   | 1 260  | +3          |
| 2011  | 19   | 1 385  | ±0          |
| 2012  | 20   | 1 505  | -1          |

| Année      | Rang | Points | Progression |
| ---------- | ---- | ------ | ----------- |
| 2013       | 21   | 1 615  | -1          |
| Fév. 2014  | 22   | 1 630  | -1          |
| Avril 2014 | 23   | 2 210  | -1          |
| 2015       | 24   | 2 015  | -1          |
| 2016       | 24   | 1 875  | ±0          |
| 2017       | 24   | 1 735  | ±0          |
| Fév. 2018  | 24   | 2 185  | ±0          |
| Avril 2018 | 24   | 2 210  | ±0          |
| 2019       | 24   | 2 105  | ±0          |
| 2020       | 24   | 2 000  | ±0          |
| 2021       | 23   | 1 860  | +1          |